# ضیاءالله اعزازی ملکی
ضیاءالله اعزازی ملکی (زادهٔ ۱۳۴۴ در میاندوآب) نمایندهٔ حوزهٔ انتخابیهٔ بناب در دوره دهم و هشتم مجلس شورای اسلامی است.